# Juan A. Méndez del Marco
Juan Antonio Méndez del Marco (Montevideo, Uruguay, 8 de noviembre de 1869 - ídem, 7 de agosto de 1940) fue un magistrado uruguayo, miembro de la Alta Corte de Justicia de su país entre 1928 y 1939 (denominada Suprema Corte de Justicia a partir de 1934).

## Primeros años
Nació en Montevideo el 8 de noviembre de 1869, hijo de Aníbal Méndez y Margarita del Marco.
Se graduó como abogado en 1894 con una tesis sobre las quiebras en Derecho Internacional Privado.
En febrero de 1896 fue designado Agente Fiscal en Treinta y Tres.

## Carrera judicial (1897-1939)

### En el interior del país
En enero de 1897 pasó a desempeñarse como Juez Letrado en  Artigas, cargo que ocupó en distintos destinos en el interior del país durante quince años; siendo trasladado al año siguiente a  Tacuarembó, en 1900 a Durazno, en julio de 1906 a  San José y en diciembre de 1910 a Canelones.

### En Montevideo
En junio de 1912 fue ascendido a Montevideo como Juez Letrado Correccional, y el 27 de octubre de 1915 pasó a ser Juez Letrado del Crimen de Segundo Turno, cargo que ocupó durante casi diez años.
El 8 de julio de 1925 fue nombrado miembro del Tribunal de Apelaciones de Primer Turno.

### Alta Corte de Justicia
Tres años después, el 20 de agosto de 1928 la Asamblea General lo eligió como miembro de la Alta Corte de Justicia para cubrir la vacante generada por el retiro de Ramón Montero Paullier. Recibió 79 votos de los 124 emitidos por los legisladores. Prestó juramento el mismo día.
La ley de creación de la Alta Corte preveía en su artículo 36 que los miembros de la misma y todos los magistrados del Poder Judicial en general cesarían en su cargo al cumplir 70 años de edad, no estableciendo otro límite de duración en el mismo.
Tras el golpe de Estado de Gabriel Terra, se sancionó una nueva Constitución, aprobada en marzo de 1934 y plebiscitada favorablemente en abril; la que además de modificar la denominación de la Alta Corte de Justicia, rebautizándola con su nombre actual de Suprema Corte de Justicia (articulo 210 y siguientes), incorporó como norma constitucional el límite de edad de 70 años para todos los cargos judiciales (artículo 226) e introdujo una duración máxima de 10 años para los cargos de ministro de la Suprema Corte (articulo 213).  Sin embargo, por la disposición transitoria J) se estableció que para los actuales integrantes de la Alta Corte, dicho plazo de 10 años se computaría solo a partir de la entrada en vigencia de la nueva carta constitucional.

## Retiro y muerte
En consecuencia, Méndez del Marco pudo permanecer como ministro de la -ahora- Suprema Corte de Justicia durante 11 años, hasta cumplir los 70 años de edad, en noviembre de 1939, momento en que cesó en el cargo por aplicación de la norma constitucional antes citada.
En febrero de 1940 fue electo en su reemplazo Jaime Cibils Larravide. 
Falleció menos de un año después de su retiro, el 7 de agosto de 1940.